# Medalla Gabor

Escudo de armas de la Real Sociedad

La Medalla Gabor es una medalla otorgada por la Real Sociedad de Londres, normalmente entregada por trabajos distinguidos en biología, especialmente en ingeniería genética y biología molecular.  Se entregó por primera vez en 1989 y es entregada cada dos años en año impar.  Es nombrada en honor al científico Dennis Gabor.
Los ganadores han sido:
- 1989 Noreen Elizabeth Murray[1]
- 1991 A.R. Fersht
- 1993  Charles Weissmann
- 1995  David Hopwood
- 1997  Kenneth Charles Holmes
- 1999  Adrian Peter Bird
- 2001  M. Azim Surani
- 2003 Jean Begg
- 2005 Lionel Crawford
- 2007 Richard J. Roberts
- 2009 Gregory Challis
- 2010 Gideon Davies